# Frederick Arthur Stanley Clarke
Frederick Arthur Stanley Clarke DSO, britanski general, * 1892, † 1972.